# Om (film)
Om è un film del 1995 diretto da Upendra.
Questo film è diventato un trendsetter nel genere dei film basati sui gangster.

## Colonna sonora
1. Rajkumar – Hey Dinakara – 5:08
2. Mano – College Kumaru – 5:07
3. Mano – Mehabooba – 4:58
4. Rajkumar – O Gulaabiye – 4:58
5. Mano – Amruthavanthe Premada – 4:17